# Viljandi JK Tulevik
Viljandi Tulevik, pełna nazwa est. Viljandi Jalgpalliklubi Tulevik) – estoński klub piłkarski z siedzibą w Viljandi.

## Historia
Chronologia nazw:
- 1912—1990: Viljandi FK
- 1991: Viljandi Jalgpalliklubi
- 1992—...: Viljandi Jalgpalliklubi Tulevik

Klub został założony w 1912. W okresie Związku Radzieckiego występował w rozgrywkach lokalnych.
W sezonie 1992 jako Tulevik Viljandi debiutował w Meistriliiga. Po dwóch sezonach spadł do Esiliiga. W sezonie 1997/98 ponownie startował w Meistriliiga. W sezonie 2006 zajął przedostatnie miejsce, a potem w barażach został pokonany przez Tallinna Kalev, ale pozostał w Meistriliiga tak jak Maag Tartu połączył się z innym pierwszoligowym klubem Tammeka Tartu.

## Sukcesy
- wicemistrz Estonii: 1999
- finalista Pucharu Estonii: 1999, 2000
- finalista Superpucharu Estonii: 2000

## Europejskie puchary
Legenda do wszystkich tabel:
- Q – runda eliminacyjna, 1/16, 1/8, 1/4, 1/2 – odpowiednia faza rozgrywek, Grupa – runda grupowa, 1r gr – pierwsza runda grupowa, 2r gr – druga runda grupowa, F – finał, R – runda, PO – play-off
- k. – rzuty karne, los. – losowanie, Dogr. – dogrywka, w. – zasada bramek strzelonych na wyjeździe

| Sezon     | Rozgrywki        | Runda | Klub              | Dom | Wyjazd | Ogólnie |
| --------- | ---------------- | ----- | ----------------- | --- | ------ | ------- |
| 1998      | Puchar Intertoto | 1R    | St. Gallen        | 1–6 | 2–3    | 3–9     |
| 1999/2000 | Puchar UEFA      | Q     | Club Brugge       | 0–3 | 0–2    | 0–5     |
| 2000/01   | Puchar UEFA      | Q     | Napredak Kruševac | 1–1 | 1–5    | 2–6     |